# Samaria
Samaria eller Shomron (hebraisk: שומרון, Šoməron; græsk: Σαμάρεια; arabisk: سامريّون, Sāmariyyūn eller السامرة, as-Samarah – også kendt som جبال نابلس, Jibal Nablus) er en bjergrig region i Israel vest for Jordanfloden og omtrent den nordlige del af Vestbredden. Navnet er afledt fra oldtidens by Samaria, en gang hovedstaden i kongedømmet Israel. Navnet samaritanere kommer af navnet på regionen. I løbet af seksdageskrigen i 1967 blev hele Vestbredden erobret af Israel. Jordan overgav sit krav på området til Palæstinas befrielsesbevægelse (PLO) i november 1988. I 1994 blev kontrollen af Områderne 'A' og 'B' overført til de palæstinensiske myndigheder.

## Etymologi
Navnet Samaria har bibelsk oprindelse, afledt fra egenavnet eller måske stammenavnet Shemer, som kong Omri af Israel købte stedet af ifølge Første Kongebog 16:24. Det var det eneste navn, som blev benyttet for området fra oldtiden og frem til Jordans erobring af det i 1948. Jordanerne kaldte området "Vestbredden".

## Geografi
Mod nord grænser Samaria til Jisreeldalen; mod øst af Jordandalen; mod nordvest af Karmelbjerget og den frugtbare slette Saron mod vest: mod syd af bjergene ved Jerusalem. I bibelsk tid blev det sagt, at Samaria "nåede fra Middelhavet til Jordandalen", medregnet Karmelberget og Saronsletten. Bjergene i Samaria når sjældent over 800 meter. Klimaet er mildere end klimaet længere mod syd.